# 소트빌르루앙

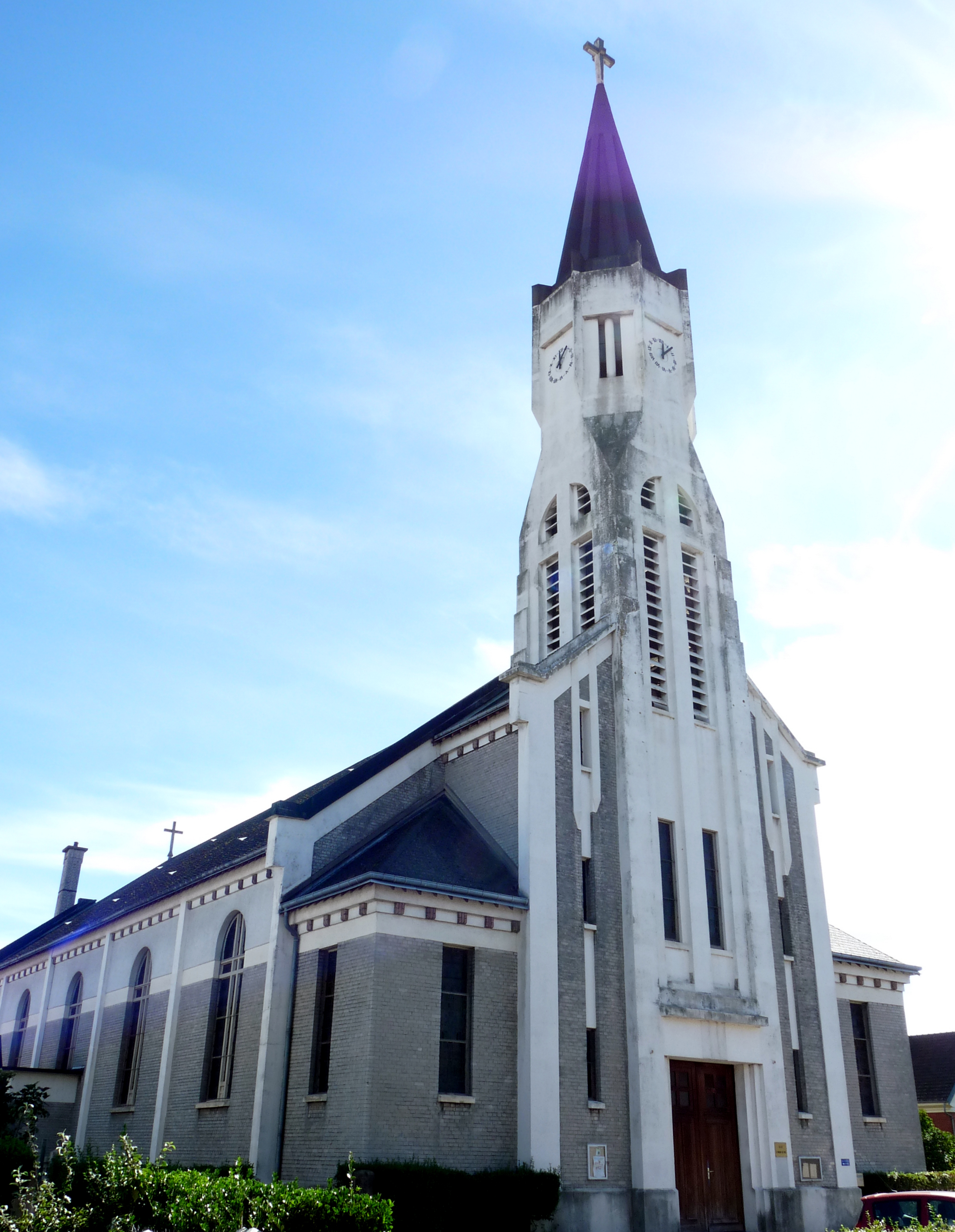

소트빌르루앙(프랑스어: Sotteville-lès-Rouen)은 프랑스 오트노르망디 센마리팀주에 위치한 도시로 면적은 7.44km2, 인구는 30,076명(2006년 기준), 인구 밀도는 4,000명/km2이다. 루앙에서 남쪽으로 3.2km 정도 떨어진 곳에 위치한다.

시 문장

## 인구
| 연도        | 인구   | ±% p.a. |
| ----------- | ------ | ------- |
| 1968        | 34,495 | —       |
| 1975        | 31,659 | −1.22%  |
| 1982        | 30,558 | −0.50%  |
| 1990        | 29,544 | −0.42%  |
| 1999        | 29,553 | +0.00%  |
| 2007        | 30,392 | +0.35%  |
| 2012        | 28,622 | −1.19%  |
| 2017        | 28,965 | +0.24%  |
| 출처: INSEE |        |         |